# Joseph von Hormayr

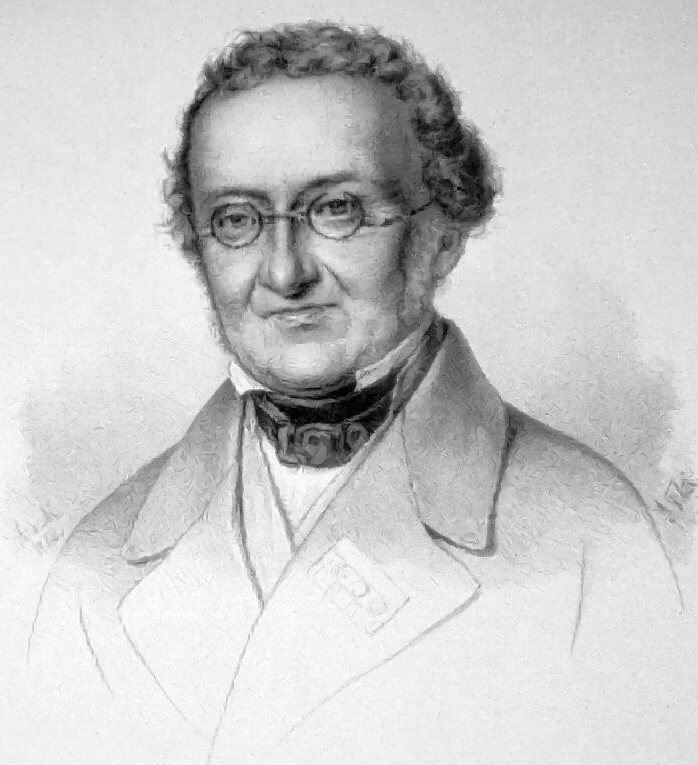
Josef Freiherr von Hormayr, Lithographie von Ignaz Fertig um 1850

Josef Freiherr von Hormayr (* 20. Jänner 1781 in Innsbruck; † 5. November 1848 in München) war ein österreichischer Jurist, Historiker, Schriftsteller, Politiker und Freiheitskämpfer.

## Herkunft
Hormayr entstammte einer Tiroler Familie. Sein Großvater Josef von Hormayr (1705–1779) war Tiroler Kanzler und Rechtsgelehrter, der schon 1724 als einer der ersten in Regensburg öffentlich für die Abschaffung der Folter, gegen den Hexenglauben und gegen die Güterkonfiskation eingetreten war. Seine Eltern waren der oberösterreichische Landrat Josef von Hormayr (1732–1803) und dessen Ehefrau Maria Josefa von Mayerhofen (1746–1801). 

## Leben
Nach dem Vorbild seines Großvaters studierte er die Rechte (in Innsbruck). Er galt als Wunderkind. 1796 vollendete er sein juristisches Studium im Alter von nur 15 Jahren und trat als „Konzeptspraktikant“ in den Gerichtsdienst beim Stadt- und Landgericht in Innsbruck ein. Von 1799 bis 1801 leistete er den Militärdienst in der Tiroler Landwehr ab. 1801 lernte Hormayr den schon zu seiner Zeit berühmten Historiker Johannes von Müller kennen. Auf dessen Rat ging er im selben Jahr nach Wien und erhielt einen Posten im Außenministerium. Zuerst arbeitete er als „Hofconcipist“, ab 1802 als Hofsekretär in der Staatskanzlei, im April 1808 wurde er „wirklicher Director des geheimen Staats- Hof- und Hausarchivs“, 1809 „wirklicher Hofrath“ und im August 1816 „Historiograph des kaiserlichen Hauses“. 1805 begleitete er den Fürsten Johann I. Josef von Liechtenstein auf den Friedenskongreß zu Preßburg.
In Wien gab er ab 1807 den „Österreichischen Plutarch“ heraus, worin er in 20 Bänden Leben und Bildnisse aller Regenten des österreichischen Kaiserstaats beschrieb.
Er war auch Mitglied philosophischer und Literarischer Salons, unter anderem bei Elisabeth von Matt. Nach einem dieser Abende im März 1813 beschreibt Caroline Pichler in ihren „Denkwürdigkeiten“ die Verwirrung, die im Salon durch die Inhaftierung Hormayrs wegen seiner Verwicklung in den Tiroler Freiheitskampf entstand.
Hormayr war Anreger und Führer des Alpenbundes, dem auch sein Gönner Erzherzog Johann angehörte und dessen Ziel ein Widerstandszentrum gegen Napoleon und die missliebige bayerische Herrschaft war. Im Einverständnis mit Erzherzog Johann, der exakt denselben Geburtstag hatte und dem er tief verbunden war, bereitete er 1809 den Tiroler Aufstand vor, dessen Leitung er als Hofkommissär neben Andreas Hofer übernahm. Er wurde in dieser Zeit von Joseph von Giovanelli in dessen Haus aufgenommen.
Nach Rückkehr in seinen alten Wirkungskreis in Wien wurde er 1813 auf Veranlassung Metternichs wegen Vorbereitung eines weiteren Aufstands in Tirol verhaftet und 13 Monate in Munkács in Haft gehalten. Er wurde nur teilweise rehabilitiert. Metternich sah Hormayr und den anderen Häftlingen „die gerichtliche Untersuchung gnadenweise nach und rechnet ihnen die Haft als Polizeistrafe an.“ Hormayrs  einstiger Patriotismus verwandelte sich in Hass. Möglicherweise als Wiedergutmachung wurde er 1816 von Kaiser Franz I. zum Historiographen des Reiches ernannt.
1827 folgte er einem Rufe König Ludwigs I. von Bayern nach München, wobei ein tiefes Zerwürfnis mit Metternich diese Entscheidung mitbestimmt hat. Im November 1828 trat er in den bayerischen Dienst, wo er bald zahlreiche Ämter innehatte. Doch konnte er sich hier auch ausgiebig der geliebten Urkundenforschung widmen. Aus dem österreichischen Untertanenverband wurde er erst im Juli 1829 entlassen. 1832 wurde er bayerischer Ministerresident in Hannover, 1839 in Bremen. 1847 kehrte er nach München zurück als Vorstand des allgemeinen Reichsarchivs.
Bereits 1801 wurde Hormayr zum korrespondierenden Mitglied der Historischen Klasse der Kgl. bayerischen Akademie der Wissenschaften ernannt, 1809 wegen seiner Beteiligung am Tiroler Aufstand gegen die napoleonischen Truppen ausgeschlossen, wurde aber 1817 wieder als auswärtiges Mitglied aufgenommen. Mit seinem Ruf nach Bayern 1828 wurde er zum ordentlichen Mitglied ernannt und blieb der Akademie ab 1832 bis zu seinem Tode als auswärtiges Mitglied verbunden. Außerdem wurde er 1816 als korrespondierendes Mitglied in die Göttinger Akademie der Wissenschaften und 1829 als korrespondierendes Mitglied in die Preußische Akademie der Wissenschaften aufgenommen.
Hormayrs Werk umfasst etwa 170 Bände. Anfangs verherrlichte er in vielen Schriften Österreich in einem romantisch-konservativen Tonfall, doch wandte er sich ab 1828 gegen Österreich und vor allem gegen Metternich und bereitete damit ein kleindeutsches Geschichtsbild vor. Hormayr schreckte auch vor gelehrten Fälschungen nicht zurück, um seine historischen Forschungen zu untermauern, so etwa 1832 im Zusammenhang mit Stift Wilten. In seinen Werken „Anemonen“ (4 Bände, 1845–47) und „Kaiser Franz und Metternich“ (1848) griff er das österreichische Regime des Vormärz heftig an. Zahlreiche Pamphlete veröffentlichte er anonym. Anfang des 19. Jahrhunderts war Joseph von Hormayr auch als Redakteur der Wiener Zeitung tätig.
Hormayr gilt als Anreger und Förderer der ungarischen und tschechischen nationalen Bestrebungen. Insbesondere stand er ab 1820 in regelmäßigem brieflichen Gedankenaustausch mit dem böhmischen Sprachforscher Josef Dobrovský und ab 1827 bis 1848 mit dem Prager Politiker František Palacký. Wegen der damals üblichen Postzensur wurde diese Korrespondenz meist konspirativ geführt. Hormayr betrieb 1830 die Aufnahme von Palacký in die Bayerische Akademie der Wissenschaften.
1894 wurde die Hormayrgasse in Wien-Hernals nach ihm benannt. Im Innsbrucker Stadtteil Wilten erinnert die Hormayrstraße an ihn.

## Familie
Hormayr heiratete 1803 Theresia Anderler von Hohenwald (1782–1831). Das Paar hatte eine Tochter:
- Franziska (* 7. März 1807; † 26. Dezember 1853) ⚭ Freiherr Friedrich Kreß von Kressenstein (1776–1855) k.k. Gesandter in Hannover
- Theresia (* 20. Januar 1811)  ⚭ 1835 Freiherr Friedrich Karl Buirette von Oehlefeld, Landrichter in Anspach

Nach dem Tod seiner ersten Frau heiratete er 1837 Maria Speck von Sternburg (1813–1881), Tochter von Maximilian Speck von Sternburg.

## Werke in Auswahl
- Versuch einer pragmatischen Geschichte der Grafen von Andechs, nachherigen Herzoge von Meran. Innsbruck 1797 (Digitalisat).
- Kritisch-diplomatische Beyträge zur Geschichte Tirols im Mittelalter. Erster Band, Abtheilung 1–2. Gassler, Wien 1803 (Digitalisat Abtheilung 1; Digitalisat Abtheilung 2).
- Geschichte der gefürsteten Graffschaft Tirol. Erster Theil, Abtheilung 1–2. Cotta, Tübingen 1806–1808 (Digitalisat Abtheilung 1; Digitalisat Abtheilung 2).
- Oesterreichischer Plutarch, oder Leben und Bildnisse aller Regenten und der berühmtesten Feldherren, Staatsmänner, Gelehrten und Künstler des österreichischen Kaiserstaates. 20 Bände. Doll, Wien 1807–1814.
- Archiv für Geographie, Historie, Staats- und Kriegskunst. Bd. 1, 1810 – Bd. 13, 1822, ZDB-ID 544631-4; fortgesetzt als: Archiv für Geschichte, Statistik, Literatur und Kunst. Bd. 14, 1823 – Bd. 19, 1828, ZDB-ID 544632-6; fortgesetzt als: Neues Archiv für Geschichte, Staatenkunde, Literatur und Kunst. Bd. 1 = Bd. 20, 1829 – Bd. 2 = Bd. 21, 1830, ZDB-ID 544633-8.
- Taschenbuch für die vaterländische Geschichte. 42 Bände. 1811–1856/1857, ZDB-ID 547791-8.
- Oesterreich und Deutschland, in der Beckerschen Buchhandlung, Gotha 1814.
- Das Heer von Inneröstreich unter den Befehlen des Erzherzogs Johann im Kriege von 1809 in Italien, Tyrol und Ungarn. Brockhaus, Leipzig u. a. 1817 (Digitalisat).
- Geschichte Andreas Hofer's, Sandwirths aus Passeyr, Oberanführers der Tyroler im Kriege von 1809. Brockhaus, Leipzig u. a. 1817 (Digitalisat), (2. Auflage als: Das Land Tyrol und der Tyrolerkrieg von 1809. Theil 1–2. ebenda 1845, Digitalisat Theil 1; Digitalisat Theil 2).
- Allgemeine Geschichte der neuesten Zeit, vom Tode Friedrich des Großen bis zum zweyten Pariser Frieden. 3 Bände. Härter, Wien 1817–1819 (Digitalisat Band 1, Digitalisat Band 2, Digitalisat Band 3).
- Sämtliche Werke. 3 Bde., Stuttgart/Tübingen 1820–1822.
- Wien, seine Geschicke und Denkwürdigkeiten = Wiens Geschichte und seine Denkwürdigkeiten. Jg. 1, Bd. 1–5, 1823; Jg. 2, Bd. 1–4, ZDB-ID 517249-4.
- Kleine historische Schriften und Gedächtnißreden. Franz, München 1832 (Digitalisat).
- Lebensbilder aus dem Befreiungskriege. Abtheilung 1–3. Friedrich Frommann, Jena 1841–1844 (Digitalisat Band 1, Teil 1; Digitalisat Band 1, Teil 2; Digitalisat Band 3).
- Die goldene Chronik von Hohenschwangau, der Burg der Welfen, der Hohenstauffen und der Scheyren. Franz, München 1842 (Digitalisat).
- Anemonen aus dem Tagebuch eines alten Pilgermannes. 4 Bände. Frommann, Jena, 1845–1847 (Digitalisat Band 1, Digitalisat Band 2, Digitalisat Band 3, Digitalisat Band 4).